# Damien Molony
Damien Molony, född 21 februari 1984, är en irländsk skådespelare, främst känd för rollen som vampyren Hal Yorke i BBC Three-serien Being Human, Albert Flight i BBC One-serien Ripper Street och som  DS Jack Weston i TV-serien Suspects.
Damien Molony har nominerats till en Spotlight Prize (2011), en Off West End Theatre Award (2014), en National Television Award samt vunnit en Ian Charleson Award & en All-Ireland One Act Drama Festival Award.

## Filmografi
| År           | Titel                                   | Roll                | Noteringar   |
| ------------ | --------------------------------------- | ------------------- | ------------ |
| 2009         | Making Rosebud                          | William West Junior | Kortfilm     |
| 2009         | The List                                | Shaun               | Kortfilm     |
| 2010         | When the Hurlyburly's Done              | Mal                 | Kortfilm     |
| 2010         | National Theatre Live: Travelling Light | Motl / Nate         |              |
| 2012–2013    | Being Human                             | Hal Yorke           | 14 avsnitt   |
| 2013         | Ripper Street                           | Albert Flight       | 14 avsnitt   |
| 2014–        | Suspects                                | DS Jack Weston      | 23 avsnitt   |
| 2015         | The Devil You Know                      | Robert Putnam       | Pilotavsnitt |
| 2015         | National Theatre Live: The Hard Problem | Spike               |              |
| 2015         | Kill Your Friends                       | Ross                |              |
| TV-året 2015 | Clean Break                             | Danny Dempsey       | 4 avsnitt    |
| 2016         | Crashing                                | Anthony Anthony     | 6 avsnitt    |
| 2015         | Tiger Raid                              | Paddy               |              |
| 2016         | National Theatre Live: No Man's Land    | Foster              |              |
| 2017–        | GameFace                                | Jon                 |              |
| 2017         | The Current War                         | Bourke Cockran      |              |
| 2020–2022    | The Split                               | Tyler               | 11 avsnitt   |